# Hallenberg

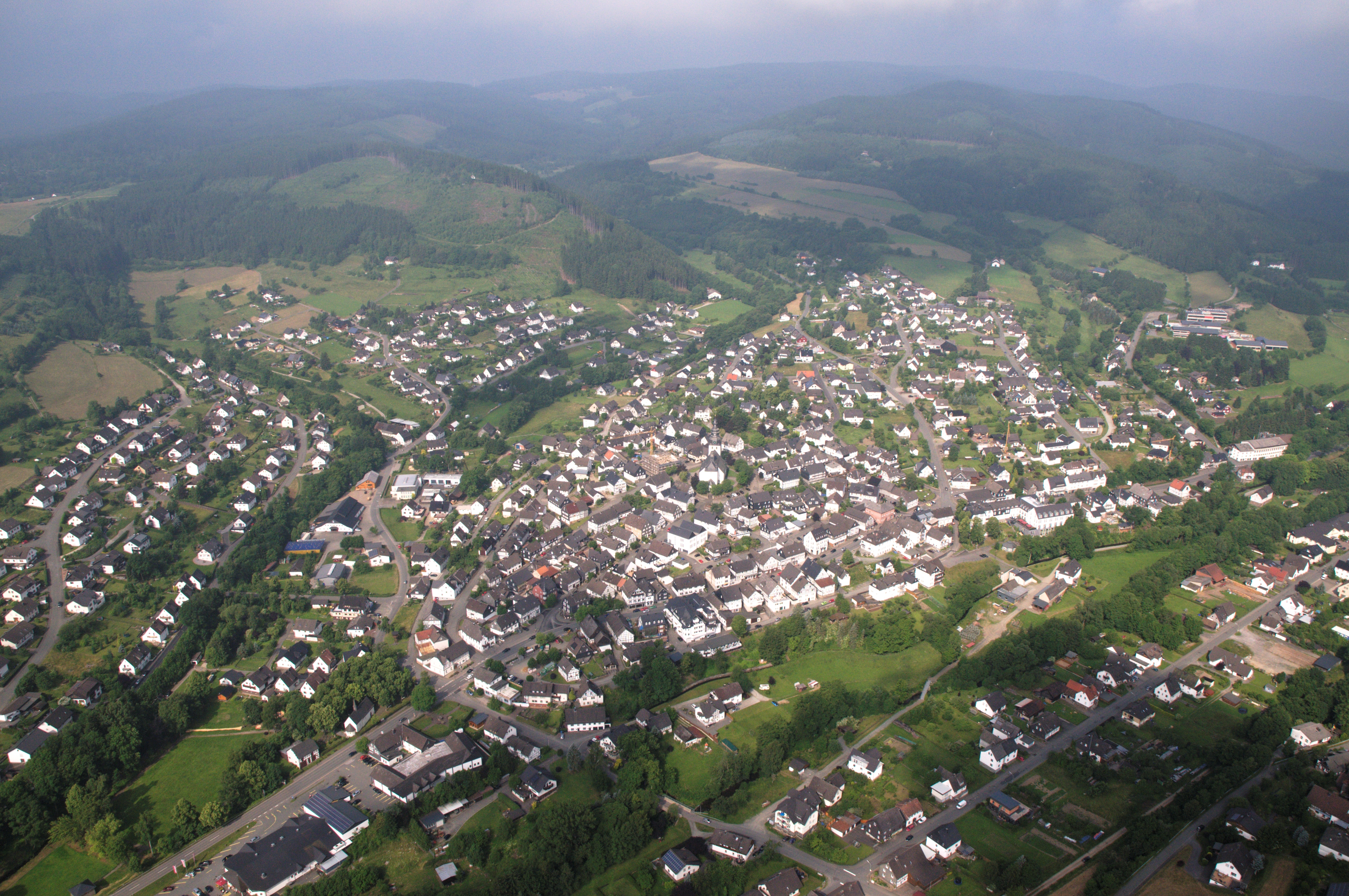
Hallenberg 2013

Hallenberg è una città di 4 481 abitanti della Renania Settentrionale-Vestfalia, in Germania.
Appartiene al distretto governativo (Regierungsbezirk) di Arnsberg ed al circondario dell'Alto Sauerland.